# Všetaty (okres Mělník)
Všetaty (Duits: Wschetat) is een Tsjechische vlek (městys) in de regio Midden-Bohemen, en maakt deel uit van het district Mělník. Všetaty telt 2394 inwoners (2023).

## Geschiedenis
- 1255 – De eerste schriftelijke vermelding van Všetaty.
- 2006 – De gemeente Všetaty krijgt (opnieuw) de status vlek.[1]

## Geboren in Všetaty
- Jan Palach (1948-1969), student die zichzelf in brand stak uit protest tegen de bezetting van Tsjecho-Slowakije door de Warschaupacttroepen